# Coaraze
Coaraze (Coarasa (classique) / Couarasa (mistralienne) [kwa.ˈra.za] dans le dialecte local) est une commune française située dans le département des Alpes-Maritimes en région Provence-Alpes-Côte d'Azur. Ses habitants sont appelés les Coaraziens et les Coaraziennes.

## Géographie

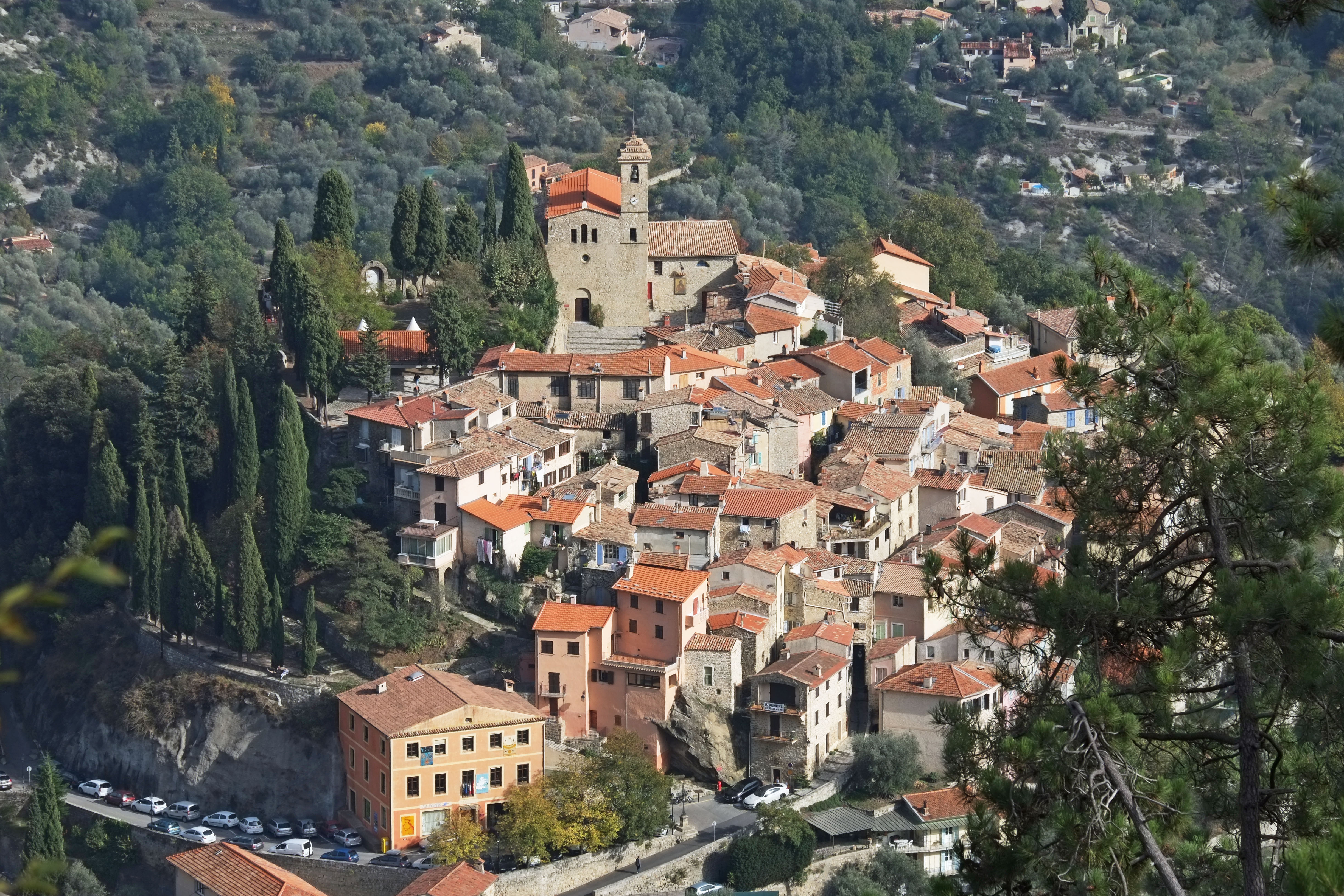
Vue du village depuis la piste de la Baisse de la Minière.

Le village est situé à 667 m d'altitude sur un piton gréseux qui domine la vallée du Paillon de Contes, au pied du mont Férion (1 412 m). La commune est traversée du sud au nord par la D 15, qui communique, par le col Saint-Roch, avec Lucéram.
Le finage est essentiellement forestier (conifères, mimosas). Près du village médiéval sont situés des oliviers en terrasse.

### Communes limitrophes
| Duranus | Duranus                           | Lucéram         |
| Levens  | Coaraze                           | Lucéram         |
| Levens  | Bendejun, Contes, Berre-les-Alpes | Berre-les-Alpes |

### Climat
Pour des articles plus généraux, voir Climat de Provence-Alpes-Côte d'Azur et Climat des Alpes-Maritimes.
En 2010, le climat de la commune est de type climat méditerranéen altéré, selon une étude du Centre national de la recherche scientifique s'appuyant sur une série de données couvrant la période 1971-2000. En 2020, Météo-France publie une typologie des climats de la France métropolitaine dans laquelle la commune est exposée à un climat méditerranéen et est dans la région climatique Var, Alpes-Maritimes, caractérisée par une pluviométrie abondante en automne et en hiver (250 à 300 mm en automne), un très bon ensoleillement en été (fraction d’insolation > 75 %), un hiver doux (8 °C) et peu de brouillards.
Pour la période 1971-2000, la température annuelle moyenne est de 13,5 °C, avec une amplitude thermique annuelle de 15,2 °C. Le cumul annuel moyen de précipitations est de 954 mm, avec 5,6 jours de précipitations en janvier et 3,9 jours en juillet. Pour la période 1991-2020, la température moyenne annuelle observée sur la station météorologique de Météo-France la plus proche, « Levens », sur la commune de Levens à 6 km à vol d'oiseau, est de 12,9 °C et le cumul annuel moyen de précipitations est de 982,1 mm. 
La température maximale relevée sur cette station est de 35,1 °C, atteinte le 28 juin 2019 ; la température minimale est de −7,8 °C, atteinte le 6 février 2012,,.
Les paramètres climatiques de la commune ont été estimés pour le milieu du siècle (2041-2070) selon différents scénarios d'émission de gaz à effet de serre à partir des nouvelles projections climatiques de référence DRIAS-2020. Ils sont consultables sur un site dédié publié par Météo-France en novembre 2022.

## Urbanisme

### Typologie
Au 1er janvier 2024, Coaraze est catégorisée commune rurale à habitat dispersé, selon la nouvelle grille communale de densité à 7 niveaux définie par l'Insee en 2022.
Elle est située hors unité urbaine. Par ailleurs la commune fait partie de l'aire d'attraction de Nice, dont elle est une commune de la couronne,. Cette aire, qui regroupe 100 communes, est catégorisée dans les aires de 200 000 à moins de 700 000 habitants,.

### Occupation des sols
L'occupation des sols de la commune, telle qu'elle ressort de la base de données européenne d’occupation biophysique des sols Corine Land Cover (CLC), est marquée par l'importance des forêts et milieux semi-naturels (99,5 % en 2018), une proportion sensiblement équivalente à celle de 1990 (99,7 %). La répartition détaillée en 2018 est la suivante : 
milieux à végétation arbustive et/ou herbacée (77,3 %), forêts (20,6 %), espaces ouverts, sans ou avec peu de végétation (1,7 %), zones urbanisées (0,5 %).
L'évolution de l’occupation des sols de la commune et de ses infrastructures peut être observée sur les différentes représentations cartographiques du territoire : la carte de Cassini (XVIIIe siècle), la carte d'état-major (1820-1866) et les cartes ou photos aériennes de l'IGN pour la période actuelle (1950 à aujourd'hui).

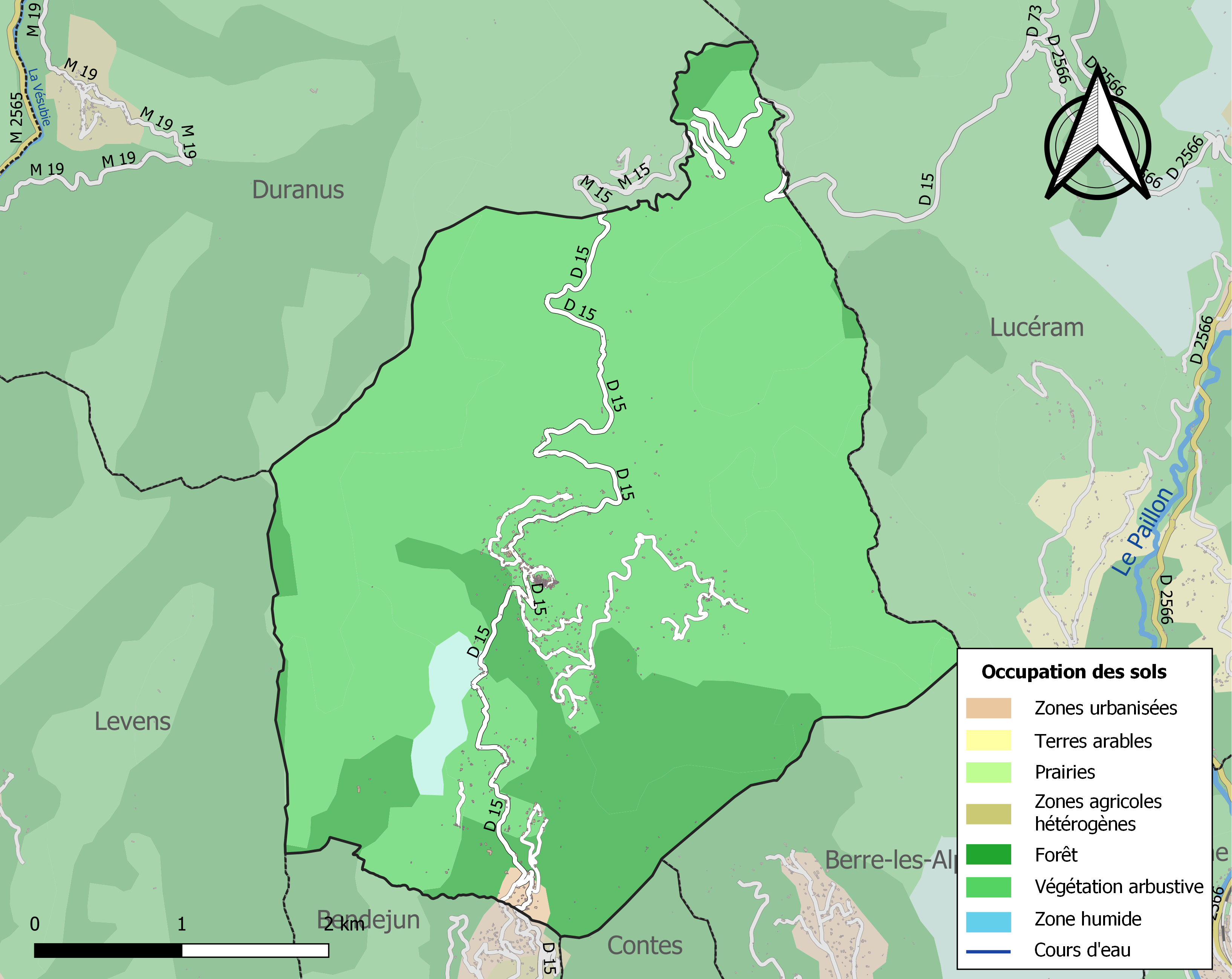
Carte de l'occupation des sols de la commune en 2018 (CLC).

## Toponymie
Ce toponyme est attesté sous les formes castellum Caude rase en 1108, Coarasa en 1235, Cosarasa en 1240 et Cauda Rasa en 1256. En occitan coa rasa se traduit par « queue rasée » ; cependant  il est plus probable que ce nom est une déformation du latin quadrata (villa), « ferme carrée », avec l'attraction du latin cauda, qui devient l'occitan coa (queue).
En occitan nissart le nom de la commune est Coarasa.

## Histoire
Ligures, Celtes et Romains s'y sont succédé.

### Le Moyen Âge
À l'emplacement de la chapelle Saint-Michel se trouve le site primitif de Rocasparviera. Il a été acquis par Robert le Sage en 1325. Daniel Marquesani fut un familier du roi Robert ; il connut une ascension rapide puisque de simple notaire immigré à Nice à la fin du XIIIe siècle, il devint coseigneur de La Turbie (1329-1331) puis seigneur de Coaraze et Castellan à vie de Villefranche. Raymond Marquesani succéda à son père comme castellan de Villefranche et son frère, Louis, hérita de la seigneurie de Coaraze. Le 14 septembre 1346, il acheta tout ce que le damoiseau Boniface Chabaudi, seigneur de Roquebrune possédait dans les territoires de Roquebrune, Palayson et Villepey.

### La période moderne
Le 2 mars 1629 Coaraze est érigé en baronnie. De 1744 à 1748, après avoir prêté serment à l’Infant d’Espagne, il a une administration espagnole. La route de Nice parvient au village, ce qui lui permet d’être desservi en 4 heures de diligence.
En 1793 y a eu lieu la bataille de Coaraze, dans laquelle le chef de bataillon Claude-Victor Perrin, le futur Maréchal Victor, a repoussé une force de 3 000 Piémontais  et un régiment d'émigrés avec son bataillon de 600 hommes, un fait d'armes mis à l'ordre de l'armée.

## Politique et administration
| Période   | Période   | Identité               | Étiquette | Qualité                     |
| --------- | --------- | ---------------------- | --------- | --------------------------- |
| 1953      | 1970      | Paul Mari d'Antoine    |           |                             |
| 1970      | 1983      | Paul Mari de Liou      | SE        |                             |
| 1983      | 1989      | Jean-Claude Mari       |           |                             |
| 1989      | 2001      | Eliane Mari-Fontana    | UDF       |                             |
| mars 2001 | 2003      | Gérard Galéano         |           |                             |
| 2003      | mars 2008 | Michel Peglion         | DVD       |                             |
| mars 2008 | En cours  | Monique Giraud-Lazzari | SE        | Retraitée de l'enseignement |

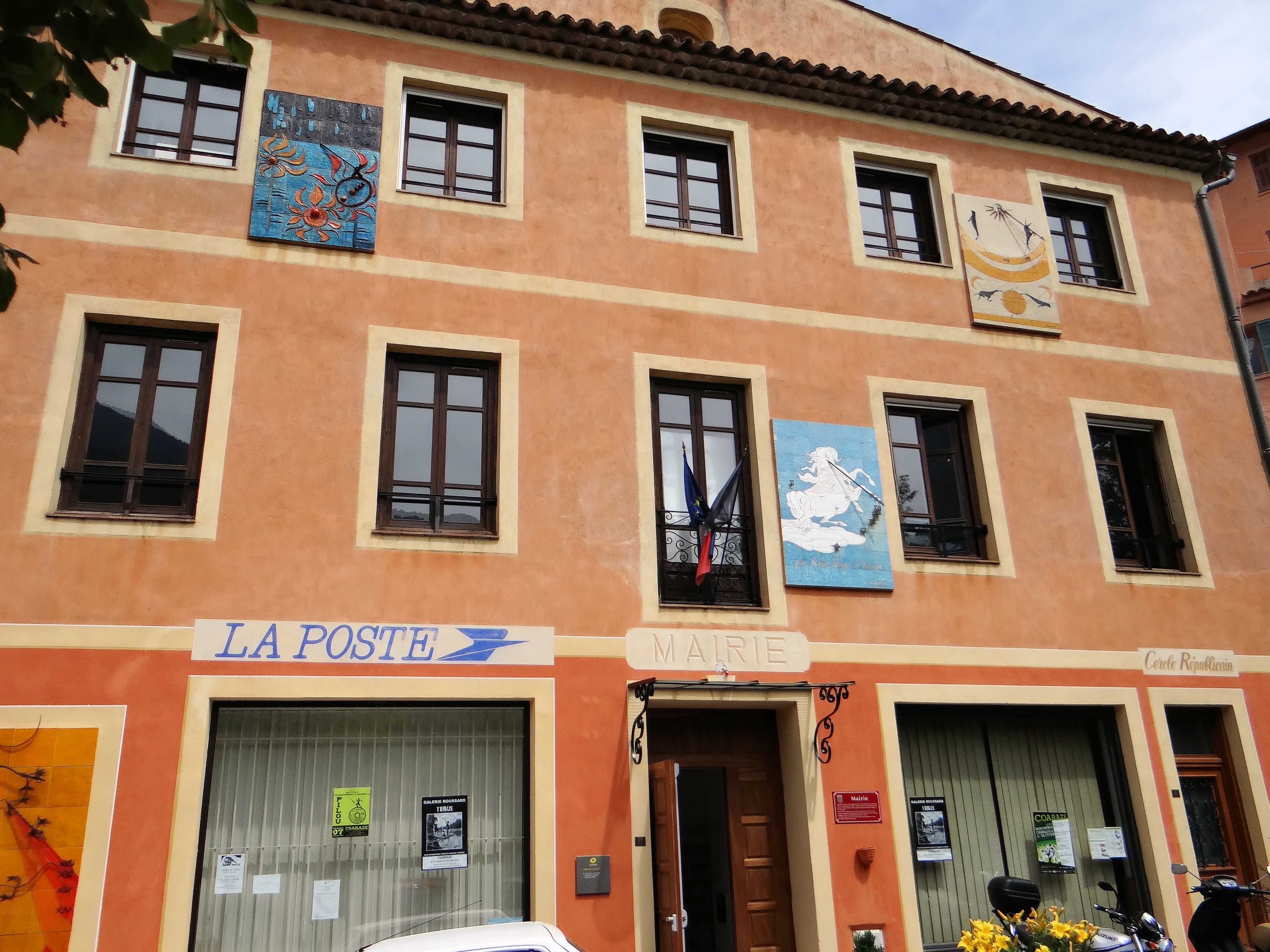
La mairie

En 2012, Coaraze fait partie de la métropole Nice Côte d'Azur. En novembre 2012, le conseil municipal de la commune vote à l'unanimité pour son départ de la métropole et son intégration à la communauté de communes du pays des Paillons, suivant en cela les orientations fixées en 2011 par le schéma départemental de coopération intercommunale. Le changement est effectif le 1er janvier 2014.

## Démographie
L'évolution du nombre d'habitants est connue à travers les recensements de la population effectués dans la commune depuis 1793. Pour les communes de moins de 10 000 habitants, une enquête de recensement portant sur toute la population est réalisée tous les cinq ans, les populations de référence des années intermédiaires étant quant à elles estimées par interpolation ou extrapolation. Pour la commune, le premier recensement exhaustif entrant dans le cadre du nouveau dispositif a été réalisé en 2008.

En 2022, la commune comptait 822 habitants, en évolution de −1,79 % par rapport à 2016 (Alpes-Maritimes : +2,85 %, France hors Mayotte : +2,11 %).
| 1793 | 1800 | 1806 | 1822 | 1838 | 1848 | 1858 | 1861 | 1866 |
| ---- | ---- | ---- | ---- | ---- | ---- | ---- | ---- | ---- |
| 489  | 845  | 536  | 558  | 737  | 795  | 829  | 769  | 770  |

| 1872 | 1876 | 1881 | 1886 | 1891 | 1896 | 1901 | 1906 | 1911 |
| ---- | ---- | ---- | ---- | ---- | ---- | ---- | ---- | ---- |
| 695  | 655  | 642  | 628  | 572  | 623  | 619  | 572  | 568  |

| 1921 | 1926 | 1931 | 1936 | 1946 | 1954 | 1962 | 1968 | 1975 |
| ---- | ---- | ---- | ---- | ---- | ---- | ---- | ---- | ---- |
| 495  | 477  | 461  | 473  | 331  | 317  | 421  | 513  | 327  |

| 1982 | 1990 | 1999 | 2006 | 2008 | 2013 | 2018 | 2022 | - |
| ---- | ---- | ---- | ---- | ---- | ---- | ---- | ---- | - |
| 463  | 540  | 654  | 712  | 729  | 807  | 825  | 822  | - |

## Culture locale et patrimoine

### Lieux et monuments
Un des plus beaux villages de France avec ses ruelles et ses passages voûtés.
En 1960, le maire de l'époque demanda à plusieurs artistes célèbres de réaliser des cadrans solaires, instrument traditionnel des pays méditerranéens. Jean Cocteau, notamment, réalisa Les Lézards en collaboration avec le céramiste Gilbert Valentin. Huit cadrans furent posés puis le projet fut abandonné avant d'être repris par la nouvelle municipalité en 2008. Ils ornent désormais la mairie, la place de l'église, l'école, etc.

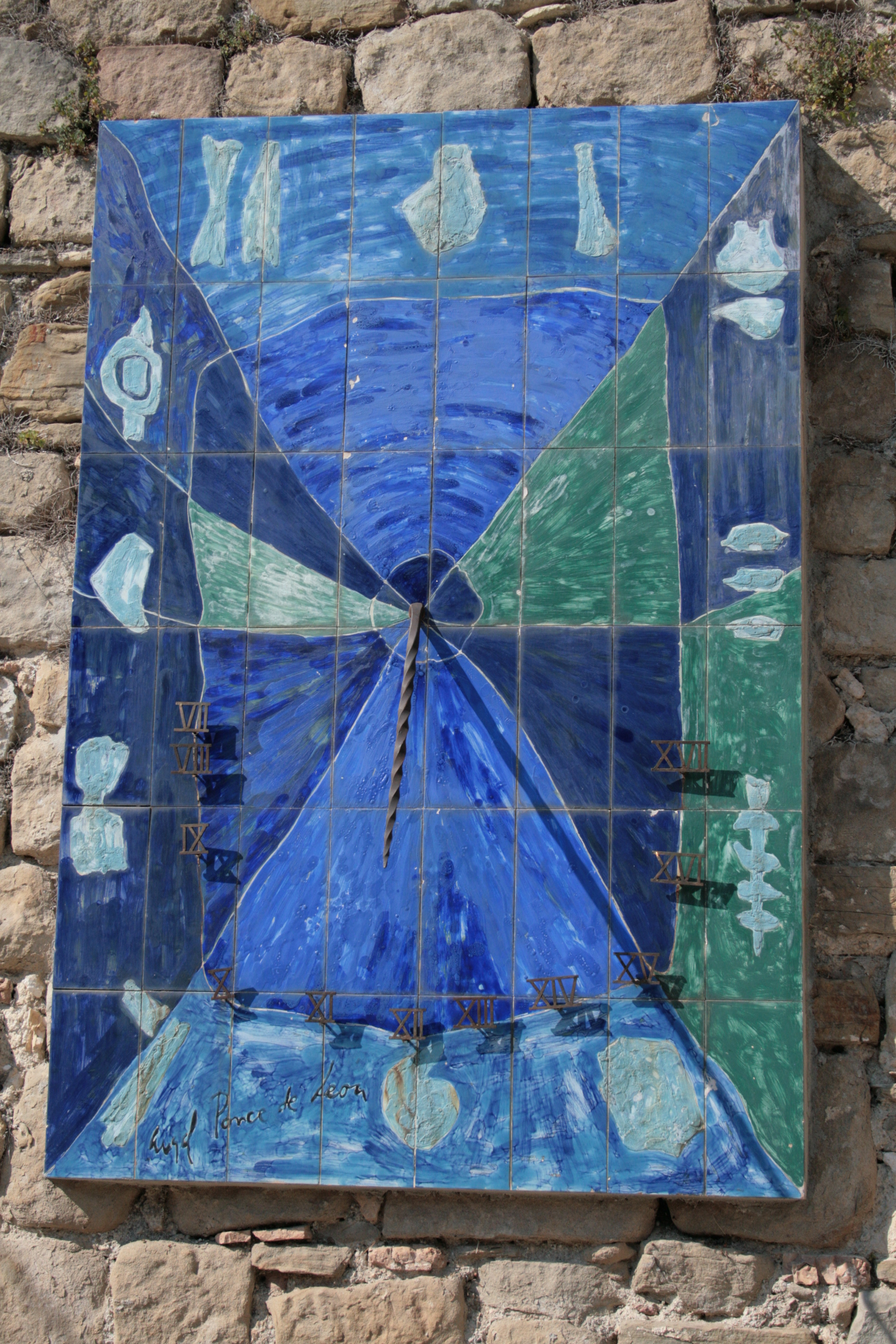
Ponce de Léon, cadran solaire.
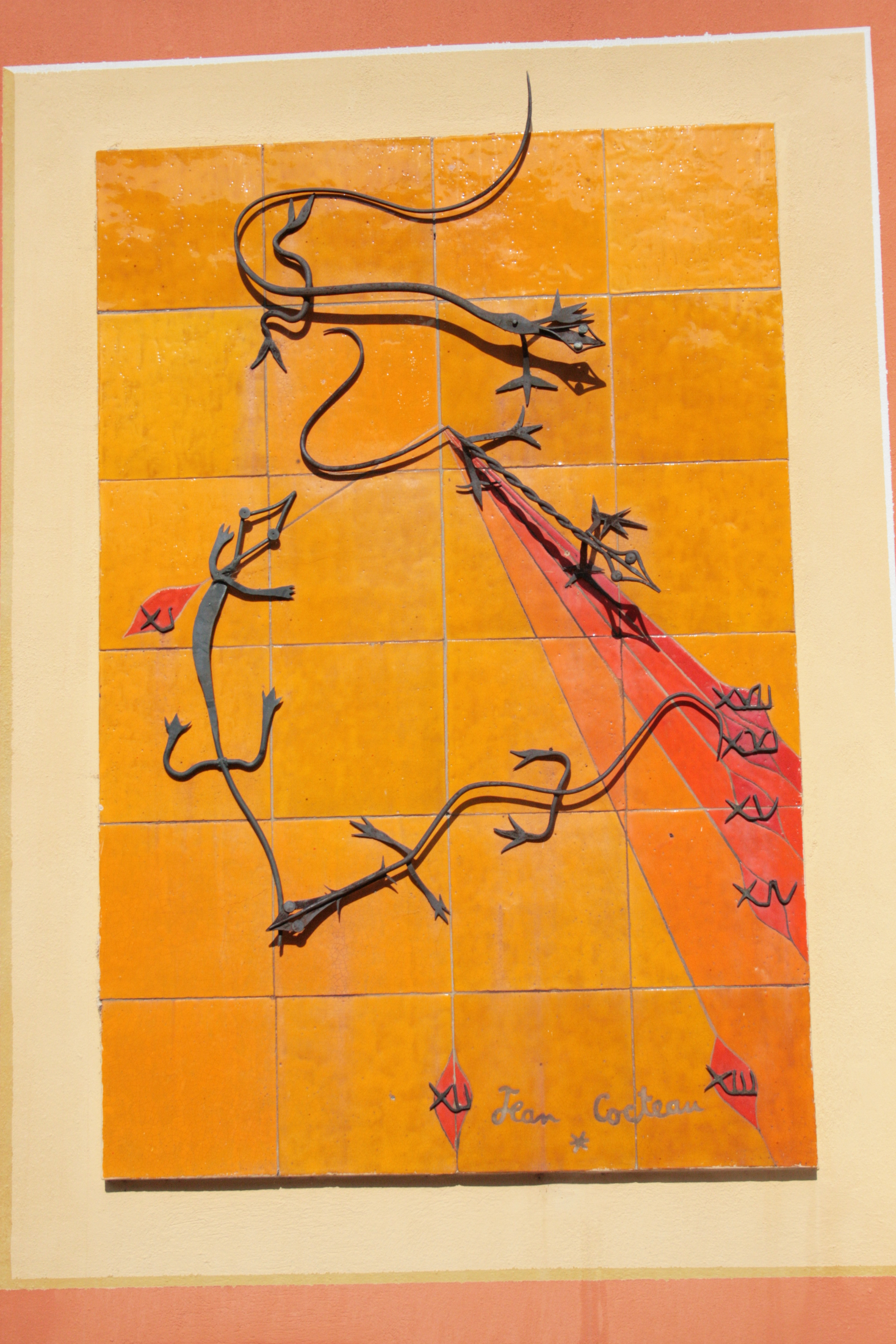
Jean Cocteau, cadran solaire, les Lézards.

- Chapelle Saint-Sébastien, construite à 1 km de l'entrée du village, sur ancien chemin muletier venant de Nice par Châteauneuf-Villevieille. Elle avait pour but de protéger le village de la peste. Elle a été construite vers 1530. Elle a été classée Monument historique en 2001[25]. Des travaux de rénovation sont programmés pour 2013.

D'une grande simplicité, la chapelle montre des peintures du XVIe siècle exécutées par un peintre anonyme présentant l'histoire de saint Sébastien. Il ne reste qu'une partie des peintures qui avaient été recouvertes par un badigeon.
- L'église Saint-Jean-Baptiste, construite à partir du XIVe siècle et plusieurs fois remaniée. Son décor est baroque.

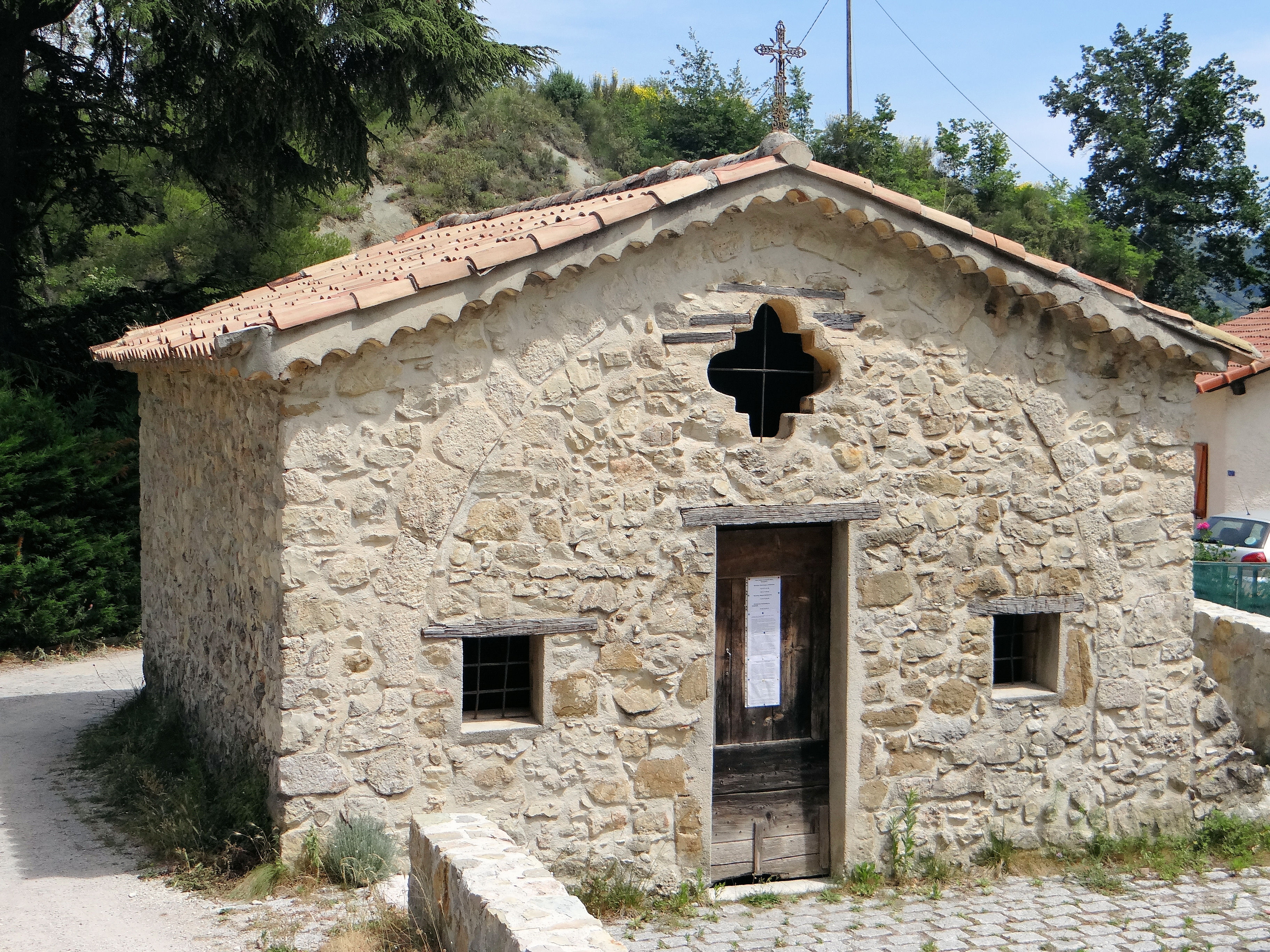
Chapelle Saint-Sébastien : extérieur.
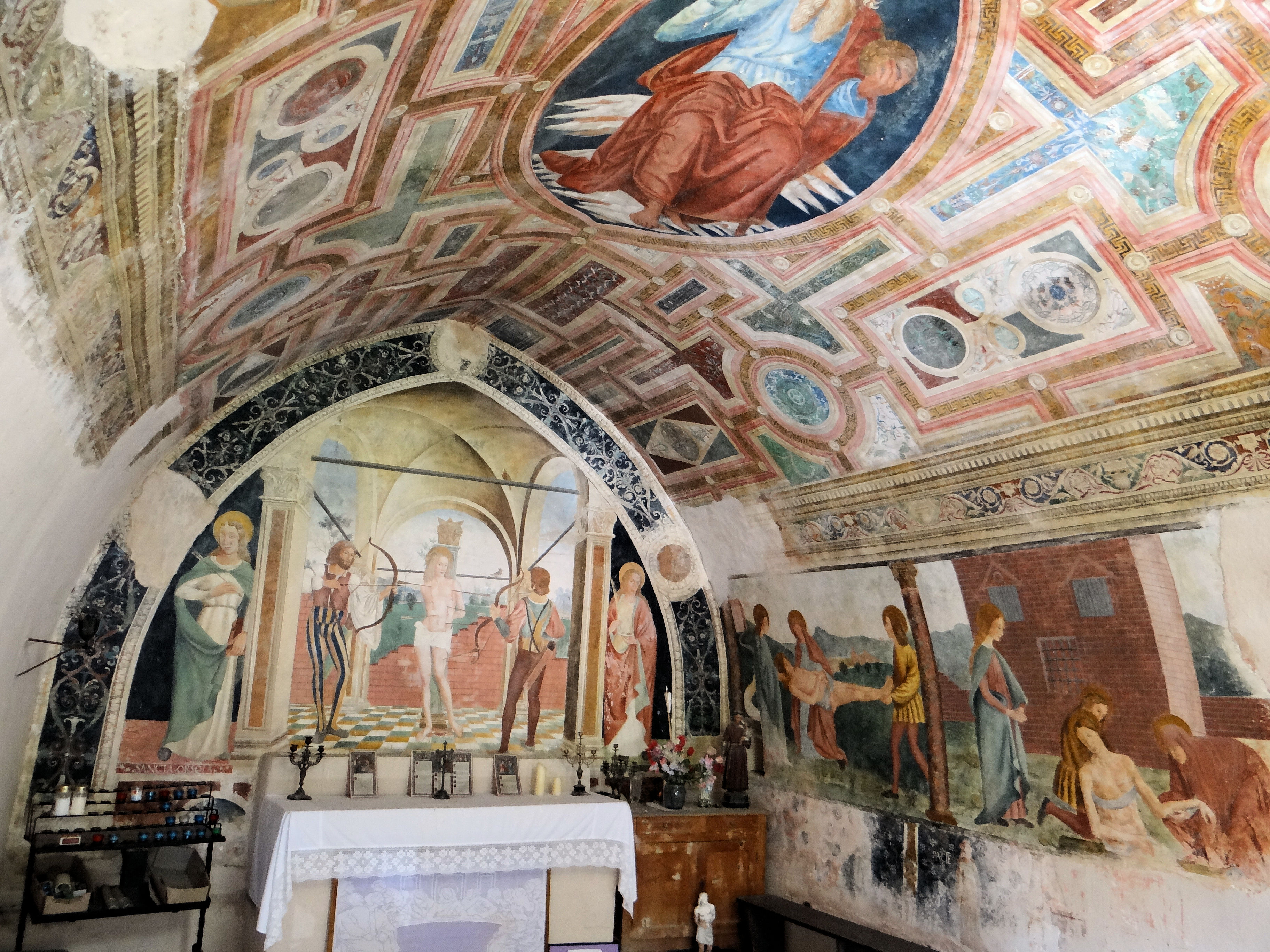
Chapelle Saint-Sébastien : intérieur.
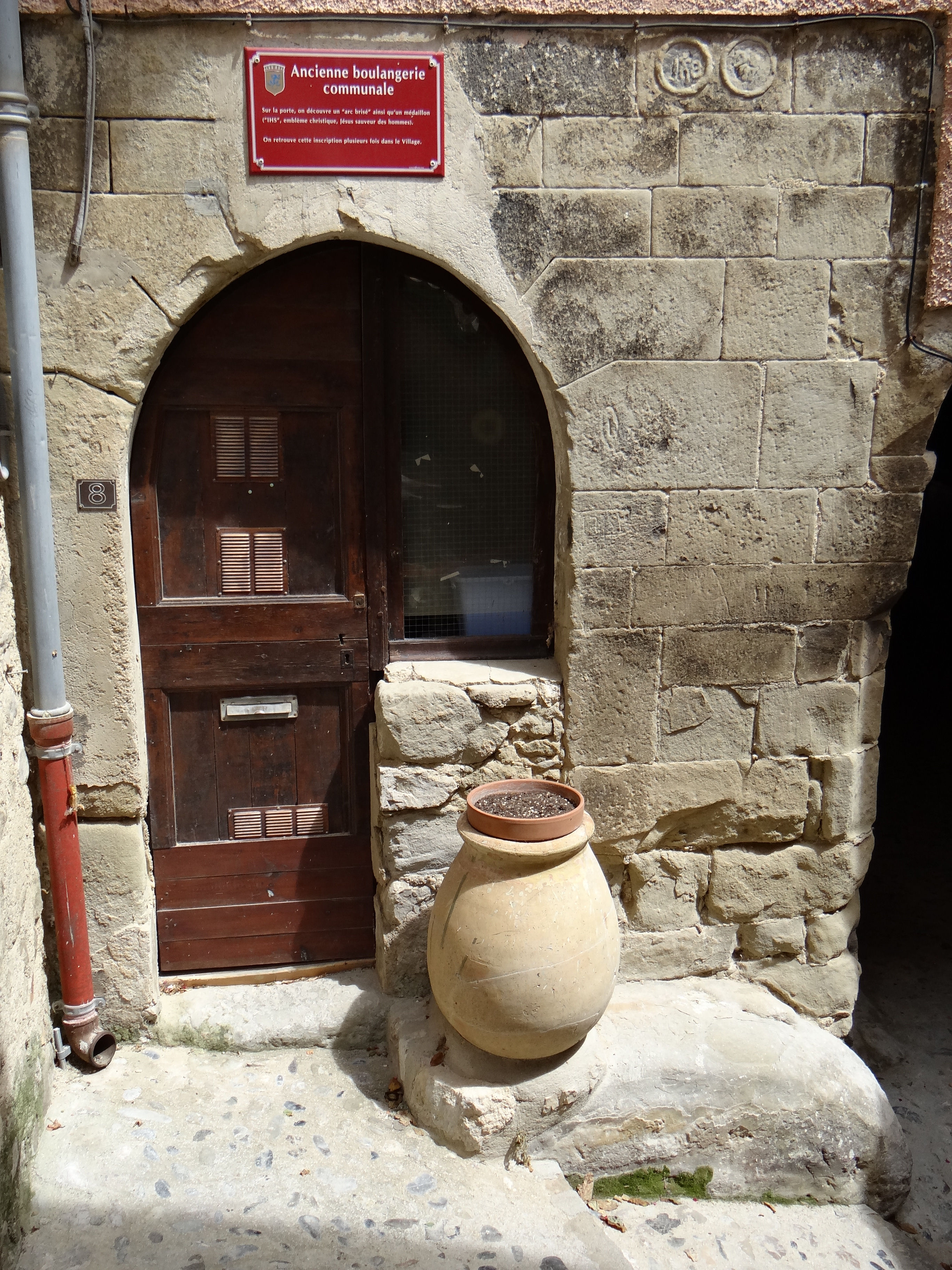
Ancienne boulangerie communale.
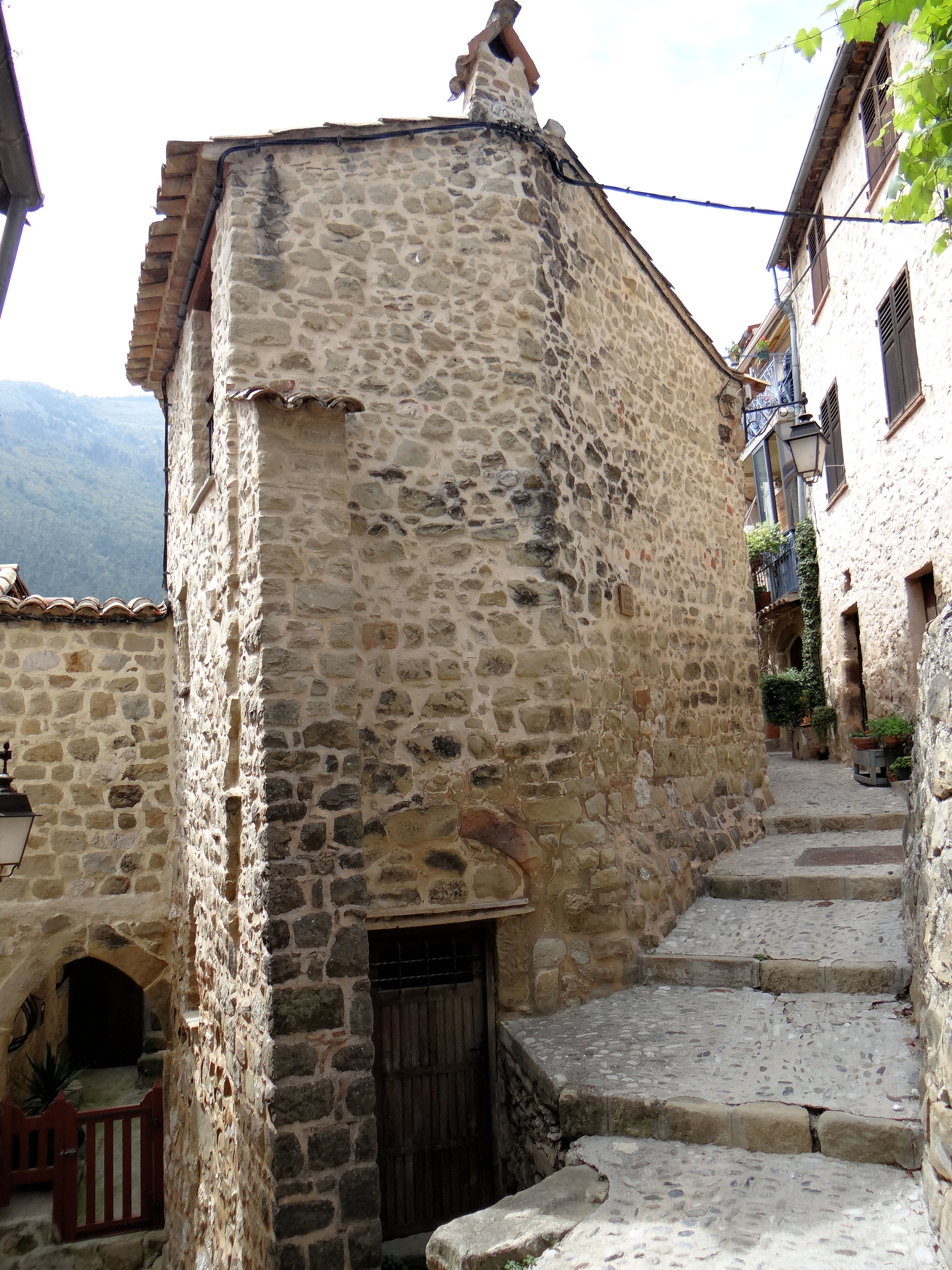
Les ruelles en montant vers l'église.
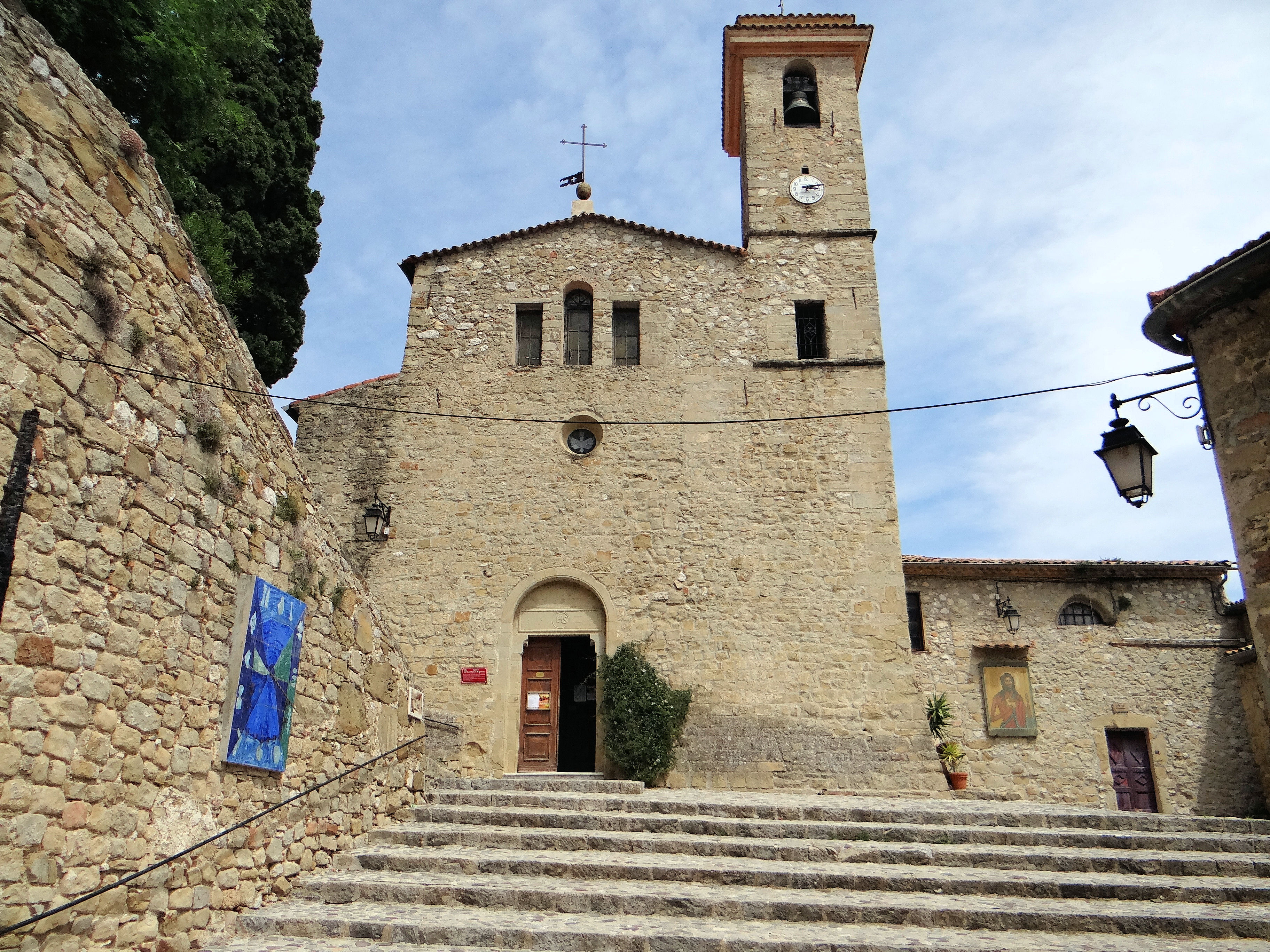
Église Saint-Jean-Baptiste. L'ancien château se trouvait à gauche, au sommet de la colline.

- La chapelle Bleue, chapelle Notre-Dame-de-Piété ou des Sept-Douleurs. Les habitants l'appellent familièrement Notre-Dame-du-Gressier car ils faisaient sécher des figues sur les claies autour de la chapelle. Elle a pris le nom de chapelle Bleue à la suite de la réalisation d'un décor en camaïeu bleu représentant des scènes de la vie du Christ, peintes en 1962 par le peintre Ponce Fidelio, dit Angelo Ponce de Léon. Ces peintures sont d'une grande expressivité et possèdent une force peu commune.

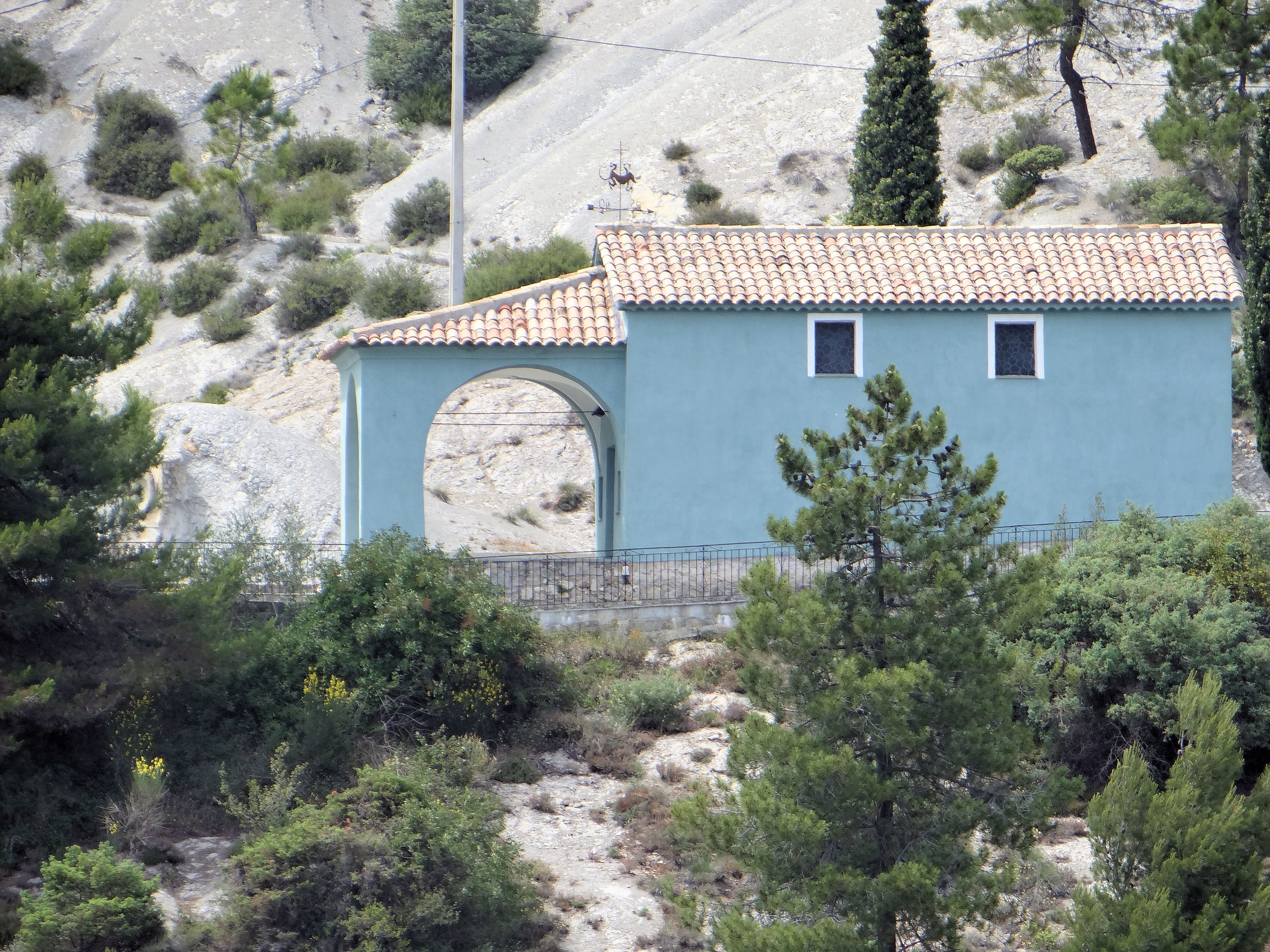
Chapelle Bleue.
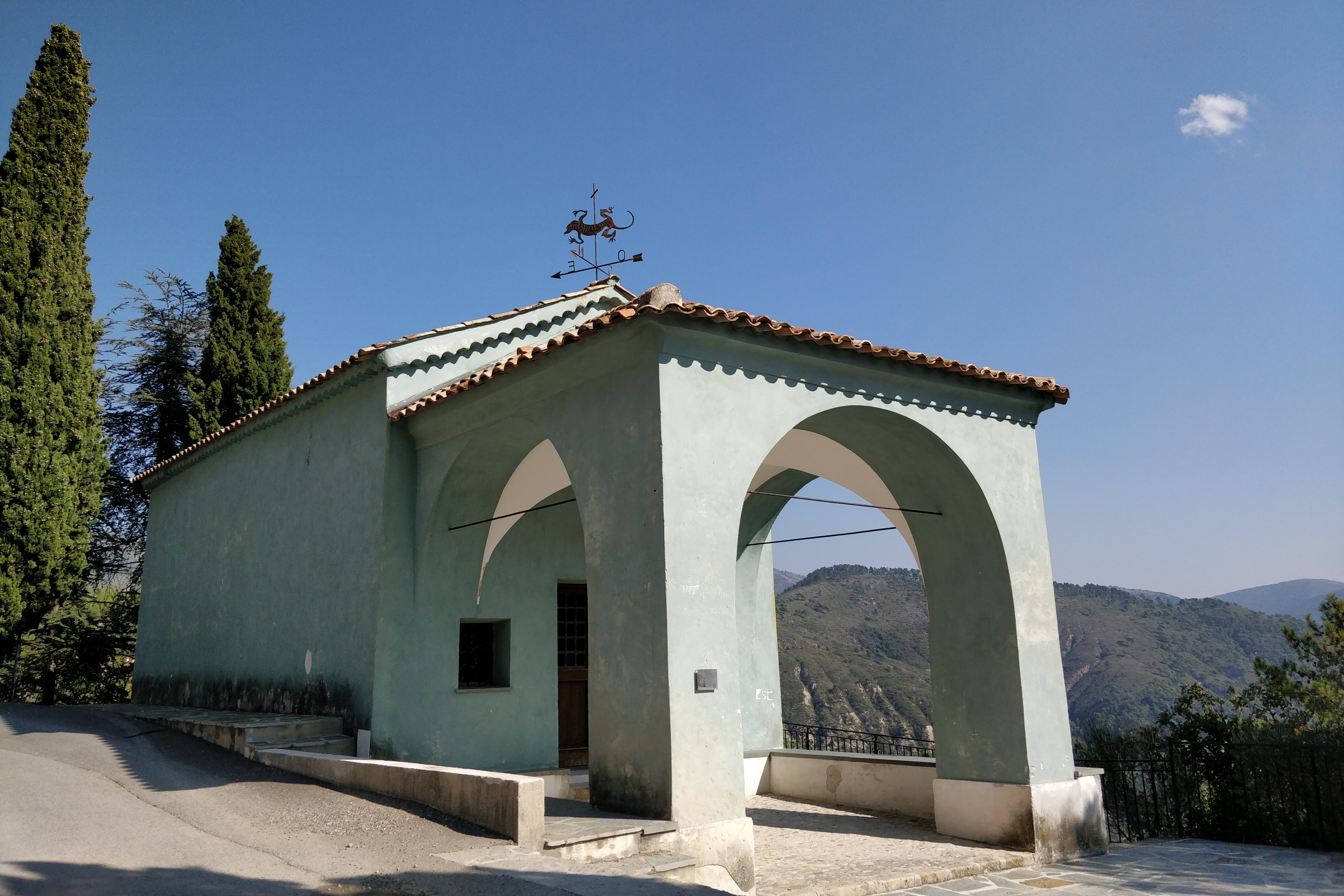
Chapelle Bleue vue depuis le parvis.
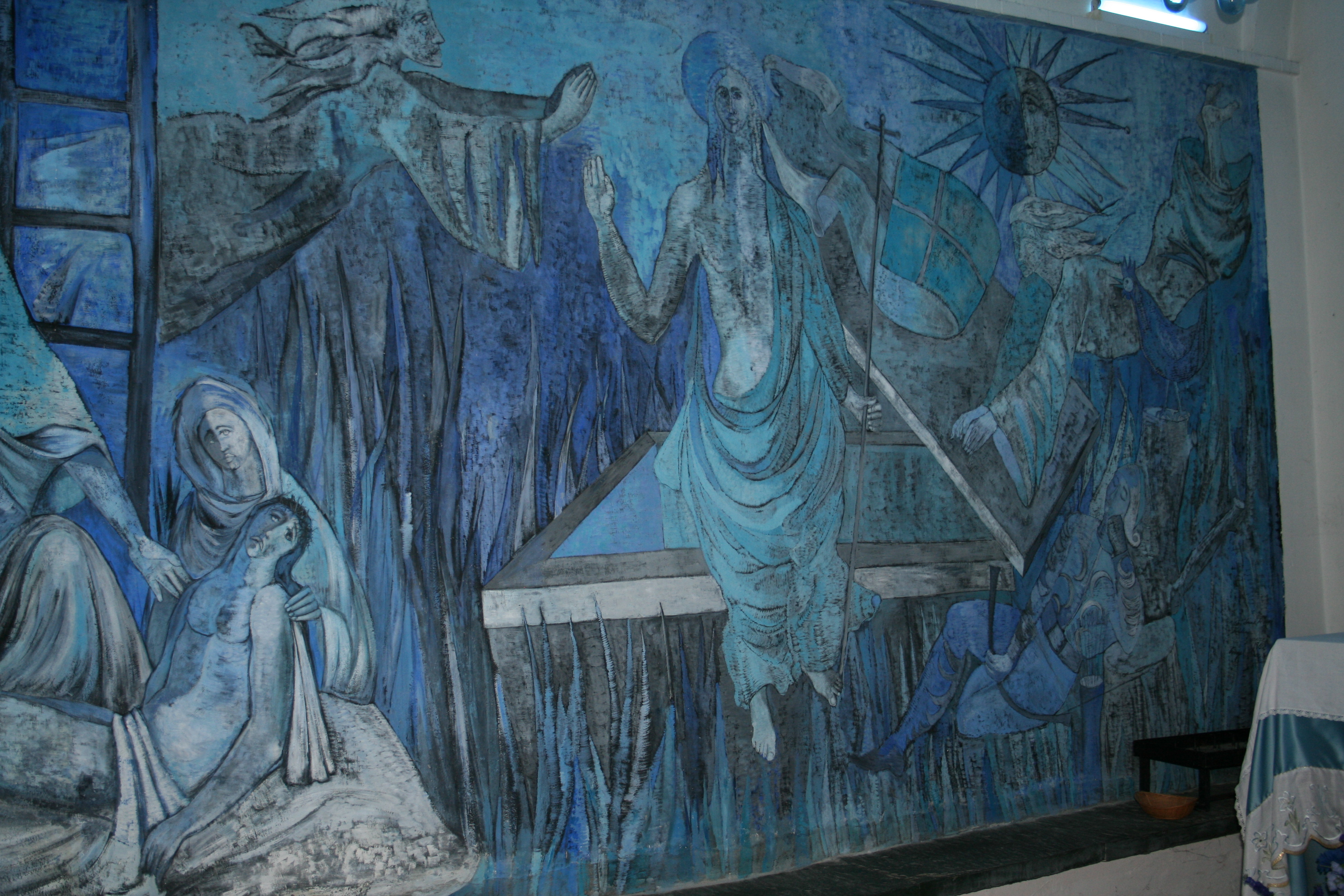
Ponce de Léon, Chapelle Bleue, la Résurrection.
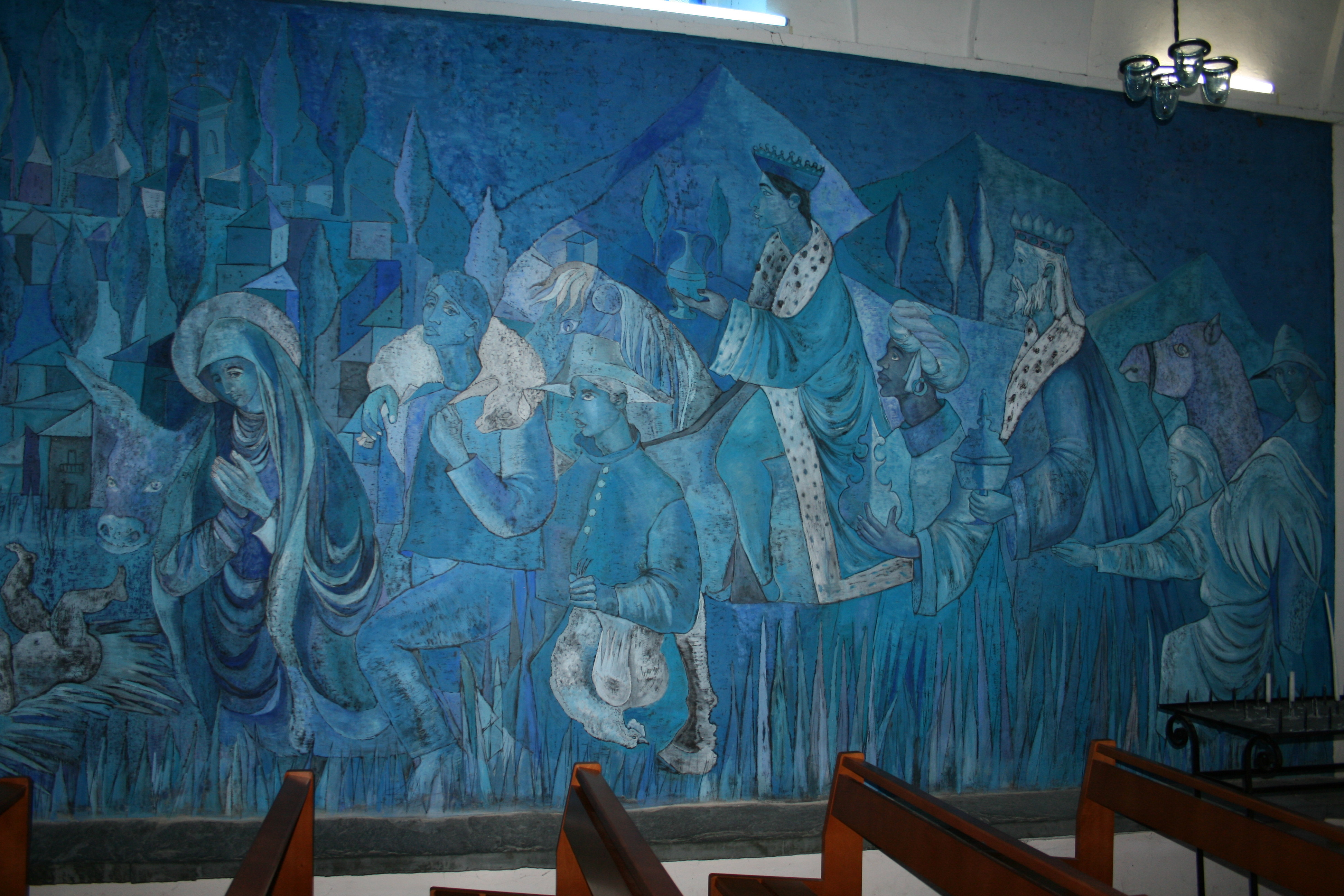
La Nativité.

### Coaraze au cinéma
Fait à Coaraze, court métrage réalisé par Gérard Belkin et récompensé par le Prix Jean-Vigo en 1965

### Héraldique
| Blason de Coaraze | Blason  | D’or au lézard montant d'azur à la queue rompue en pointe. |
| Blason de Coaraze | Détails | Le statut officiel du blason reste à déterminer.           |

## Personnalités liées à la commune
- Jean Cocteau ;
- Alexandre Mari : ancien maire de Nice né à Coaraze ;
- Alain Péglion dit Alan Pelhon : poète, chanteur, écrivain occitan (1946 - 1994);
- Maguy Vautier (1929 - 2014).